# Sonderkommando KZ Auschwitz-Birkenau

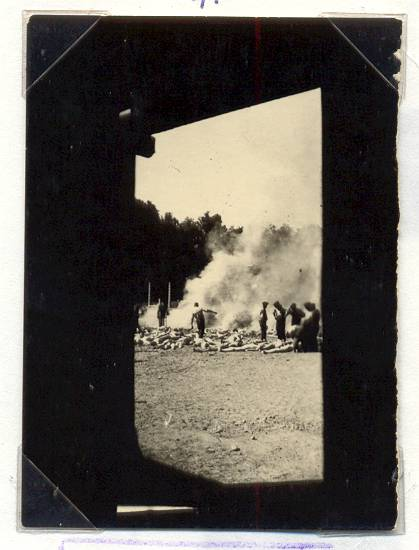
Das Sonderkommando verbrennt Leichen im KZ-Auschwitz. Eine der Sonderkommando-Fotografien, aufgenommen vermutlich von Alberto Errera, August 1944

Das Sonderkommando des KZ Auschwitz-Birkenau war ein besonderes Arbeitskommando von Häftlingen. Es bestand aus jüdischen Häftlingen des Vernichtungslagers, die dazu gezwungen wurden, die Ermordung der Deportierten vorzubereiten, sie auszuplündern und ihre Leichen anschließend in den Krematorien des KZ Auschwitz zu verbrennen. Das Kalkül der KZ-Führung bestand hierbei vor allem in der psychischen Schonung des SS-Personals. Zugleich wollte es die Zeugenschaft des Massenmordes verhindern, indem die Angehörigen des jeweiligen Sonderkommandos erschossen und immer wieder durch andere Häftlinge ersetzt werden sollten.
Die Anzahl der in das Sonderkommando gezwungenen Häftlinge variierte stark. Im Mai 1944, als über 350.000 vorwiegend ungarische Juden ermordet wurden, gehörten 874 Häftlinge dazu, während es Ende Oktober des Jahres nur noch 100 Mann umfasste. Insgesamt mussten etwa 2.200 Häftlinge im Sonderkommando arbeiten. Von diesen überlebten nur etwa 110 das Kriegsende.

## Aufgaben
Die Mitglieder des Sonderkommandos mussten folgende Arbeiten verrichten:

### Vorbereitung
Die ankommenden Menschen wurden nach der Ankunft an der Rampe, nach der Selektion durch Ärzte, meist direkt zu den Gaskammern in den Krematorien geführt. Dort wurden sie von Häftlingen des Sonderkommandos empfangen, die sie beruhigen und ihnen beim Entkleiden behilflich sein mussten. Bei der eigentlichen Ermordung in den Gaskammern war das Sonderkommando nicht beteiligt; das Giftgas Zyklon B wurde von SS-Personal angewandt.

### Ausplünderung
Nach der Ermordung mussten die Leichen aus den Gaskammern gebracht und „verwertet“ werden. Dies bedeutete für die Häftlinge des Sonderkommandos, dass sie die Toten nach Wertgegenständen durchsuchen und die Goldzähne ausreißen mussten. Von den weiblichen Leichen wurden die Haare abgeschnitten.

### Verbrennen der Leichen, Aschebeseitigung
In der Anfangszeit des Vernichtungslagers Birkenau wurden die Leichen in großen Gruben verscharrt. Um keine Beweise für den Massenmord zu hinterlassen sowie die Anzahl der Getöteten schwerer nachvollziehbar zu machen, wurden später die Leichen in den Krematoriumsöfen verbrannt. Auch die bereits vergrabenen Toten wurden dazu exhumiert. Die Asche wurde großenteils in die Soła, einen Nebenfluss der Weichsel, geschüttet.
Viele Häftlinge des Sonderkommandos hielten dem psychischen Druck dieser Tätigkeit nicht stand, begingen Suizid oder verloren den Verstand. Mindestens ein Häftling ist bekannt, der sich mitsamt der Leiche, die er trug, in die Verbrennungsgrube stürzte, um sich so umzubringen. Der in der Nähe stehende SS-Mann Georg Grünberg erschoss ihn.

## Aufstand und Flucht
Am 7. Oktober 1944 kam es zu einem bewaffneten Aufstand der Sonderkommandos in Krematorium III/IV. Davor hatte es bereits zumindest einen gescheiterten, ähnlichen Plan gegeben. Dieses Mal hatten weibliche Gefangene Schießpulver aus einer Waffenfabrik eingeschmuggelt, und das Krematorium IV wurde damit teilweise zerstört. Anschließend versuchten die Gefangenen eine Massenflucht, aber alle 250 Flüchtigen wurden von den Bewachern kurz darauf gefasst und getötet. In der Folge wurden 451 Häftlinge ermordet, von denen nur ein geringer Anteil selbst aktiv beteiligt gewesen war.
Zusammen wurden Ala Gertner, Rózia Robota, Regina Safirsztajn und Ester Wajcblum am 5. Januar 1945 durch Hängen ermordet. Nach monatelanger Folter fand im Januar 1945 die Hinrichtung der vier Frauen wenige Tage vor Auflösung des Lagers auf dem Appellplatz vor den Augen aller Häftlinge statt. Es wurden Rufe der vier Häftlinge überliefert, die zeigen, dass sie moralisch ungebrochen waren. Ihr Aufstand und die damit verbundenen Verzögerungen in der Mordmaschinerie haben möglicherweise vielen Häftlingen das Leben gerettet, die sonst noch durch die SS vergast worden wären.
Am 18. Januar 1945, direkt vor der von der SS so genannten Evakuierung des Lagers, gelang es einigen Häftlingen des Sonderkommandos, sich unter die übrigen Häftlinge zu mischen und dann, auf dem Todesmarsch, zu fliehen. Damit entgingen sie in letzter Minute ihrem sicheren Tod.

## Fotografien des Sonderkommandos
Vier Fotografien konnten heimlich vom griechischen Marineoffizier Alberto Errera (griechisch Αλβέρτος Ερρέρα), Mitglied des Sonderkommandos für die Aschebeseitigung, gefertigt werden. Bild 282 zeigt Frauen vor der Vergasung, zwei Bilder zeigen Leichenmassen, die gerade verbrannt werden. Bild 283 ist ein Fehlschuss in die Bäume.

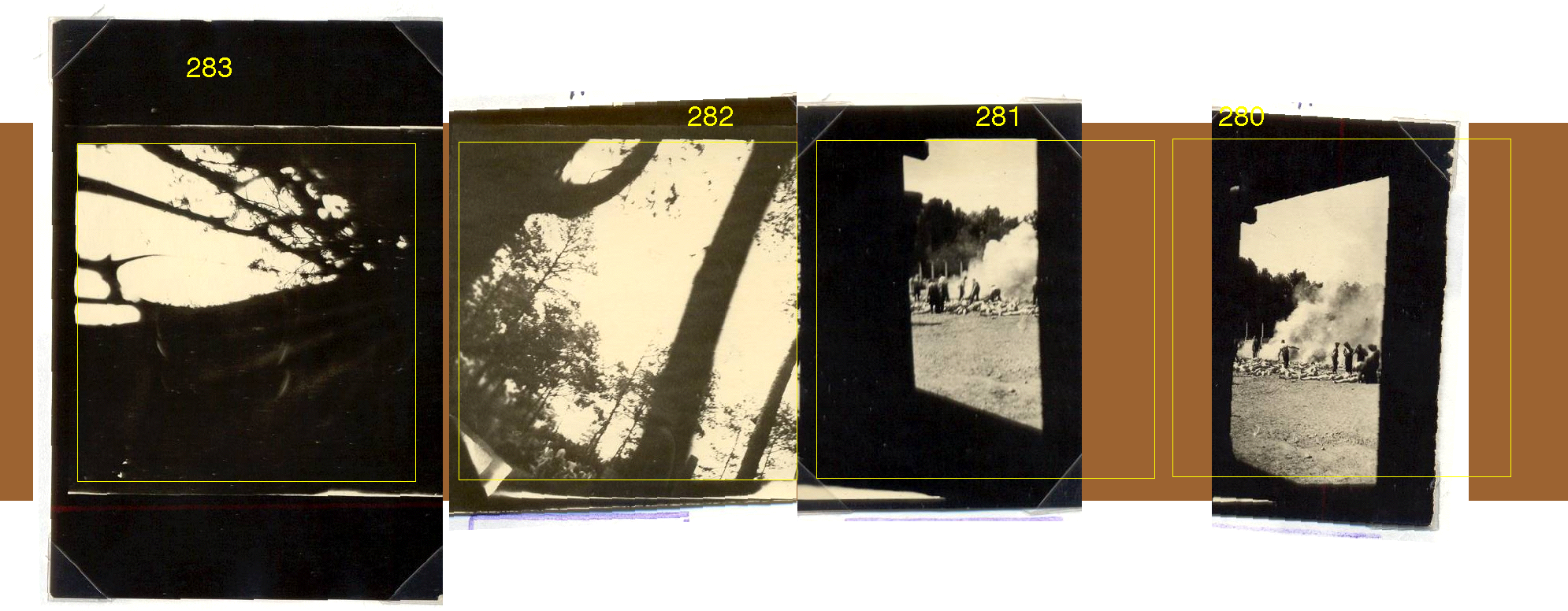
Rekonstruktion des Negativstreifens von Alberto Errera, 1944

## Diskussionen
Der Aufstand vom 7. Oktober 1944 war, wie die überlebenden Mitglieder des Sonderkommandos bezeugen und die aufgefundenen Handschriften belegen, eine unvorbereitete, nicht abgesprochene, nicht von allen Häftlingen des Sonderkommandos getragene Verzweiflungstat.
Dass die Häftlinge des Sonderkommandos genauso Opfer wie alle anderen Häftlinge waren, wurde ihnen vereinzelt (vor allem von anderen Überlebenden der KZs) abgesprochen. Sie sahen sich dem Vorwurf ausgesetzt, sie hätten, um ihr Leben zu retten oder zu verlängern, den Massenmördern gedient und den Holocaust unterstützt. Allerdings waren sich die Mitglieder des Sonderkommandos bewusst, dass sie den Massenmord nicht verhindern konnten. Laut Augenzeugenberichten wurden Sonderkommando-Häftlinge, die die ahnungslosen Opfer über ihr Schicksal aufklärten, bei lebendigem Leibe in den Krematorien verbrannt. Daher sahen Mitglieder des Sonderkommandos nach eigenem Bekunden ihren Widerstand in der Dokumentation der Ereignisse und im eigenen Überleben, um davon berichten zu können. Einige der Häftlinge hatten Berichte oder Tagebücher über die Ereignisse verfasst und sie vergraben; diese Zeugnisse wurden zum Teil nach dem Krieg geborgen.
Auch ehemalige Mitglieder des SS-Wachpersonals unterstellten eine Tatbeteiligung im strafrechtlichen Sinn, um sich selbst zu entlasten, da nicht sie selbst verschiedene grausame Taten verübt hätten, sondern Häftlinge des Sonderkommandos. Im Zuge der historischen Aufarbeitung seit etwa den 1970er Jahren sind die Sonderkommando-Häftlinge rehabilitiert worden.

## Dokumente des Sonderkommandos und spätere Opferberichte
Schriftlich überliefert sind Tagebücher und Berichte in jiddischer Sprache von Salmen Gradowski, Lejb Langfus und Salmen Lewenthal sowie weitere von Chaim Herman (auf Französisch) und Marcel Nadjari (auf Griechisch), die sie auf dem Lagergelände vergraben hatten. Nur Nadjari konnte überleben.
Spätere Opferberichte ehemaliger Häftlinge des Sonderkommandos wurden bekannt von:
Shlomo Dragon, Daniel Behnnamias, Milton Buki, Alter Feinsilber, Henryk Mandelbaum, Filip Müller, Miklós Nyiszli, Dov Paisikovic, Sam Pivnik, Jakow Silberberg, Henryk Tauber, Chaim Wolnerman, Shlomo Venezia, Jehoshua Rosenblum und Jeheszwa Wygodzki. Miklós Nyiszli wurde als Pathologe im Sektionsraum des Krematoriums II zur Zusammenarbeit mit Mengele gezwungen.
David Olère war ein jüdischer Maler polnischer Abstammung. Sein Werk ist dem Holocaust gewidmet.

## Medien
- Die Grauzone (Orig: The Grey zone) (2001), Regie: Tim Blake Nelson nach dem Buch von Miklós Nyiszli
- Ein einfacher Mensch (1978); Regie: Karl Fruchtmann, Dokumentarfilm über den Sonderkommando-Häftling Jakow Silberberg
- Der Auschwitz-Prozess. Tonbandmitschnitte [...]. Hrsg. vom Fritz-Bauer-Institut Frankfurt a. M. DVD-ROM. ISBN 3-89853-501-0 (u. a. Vernehmungen der Sonderkommando-Häftlinge Dow Paisikovic und Filip Müller)
- Emil Weiss (Regie): Sonderkommando Auschwitz-Birkenau. Frankreich, 2007, 52 Min, Farbe. Dokumentation. (Der Film kombiniert die Berichte und Stimmen der Zeitzeugen mit ruhigen Aufnahmen von den Ruinen, den Wiesen und der Gedenkstätte Auschwitz-Birkenau.)
- Son of Saul (2015): ungarisches Filmdrama von László Nemes Jeles, gewann den Oscar für den besten fremdsprachigen Film 2016.
- Eric Friedler: Sklaven der Gaskammer (Der Film zeigt u. a. ein Treffen von Shlomo Venezia und Henryk Mandelbaum in Rom.)